# Alex Christensen

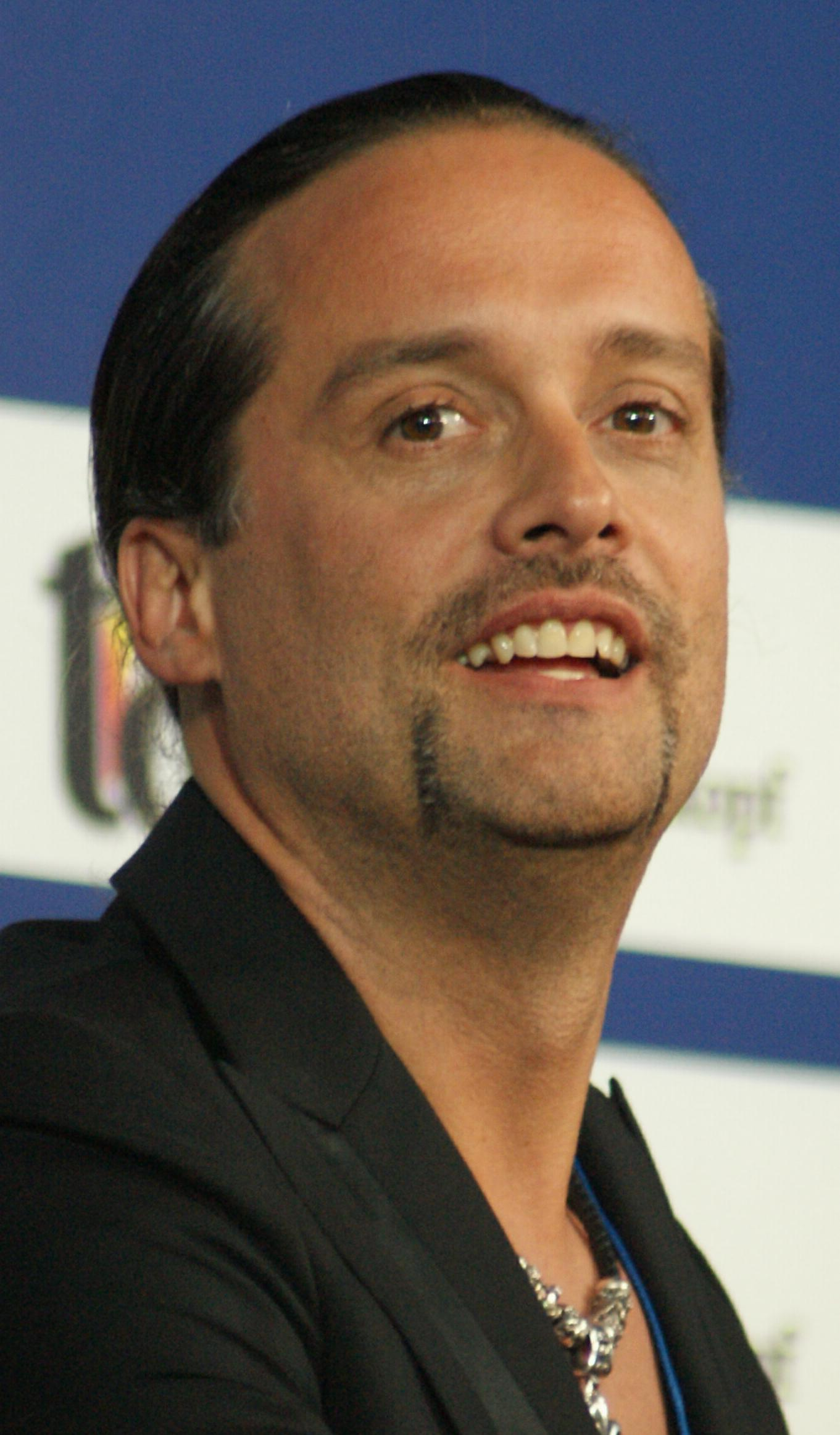
Alex Christensen (2009)

Alex Christensen (* 7. April 1967 in Hamburg), auch bekannt als Jasper Forks oder Alex C., ist ein deutscher Komponist, Musikproduzent und DJ. Sein erster großer Erfolg gelang ihm mit dem Musikprojekt U 96 und der Single Das Boot, die Platz 1 der deutschen Charts erreichte. 2007 hatte er als Alex C. mit Du hast den schönsten Arsch der Welt seinen ersten und einzigen Nummer-eins-Hit sowohl in Deutschland als auch in Österreich.

## Werdegang

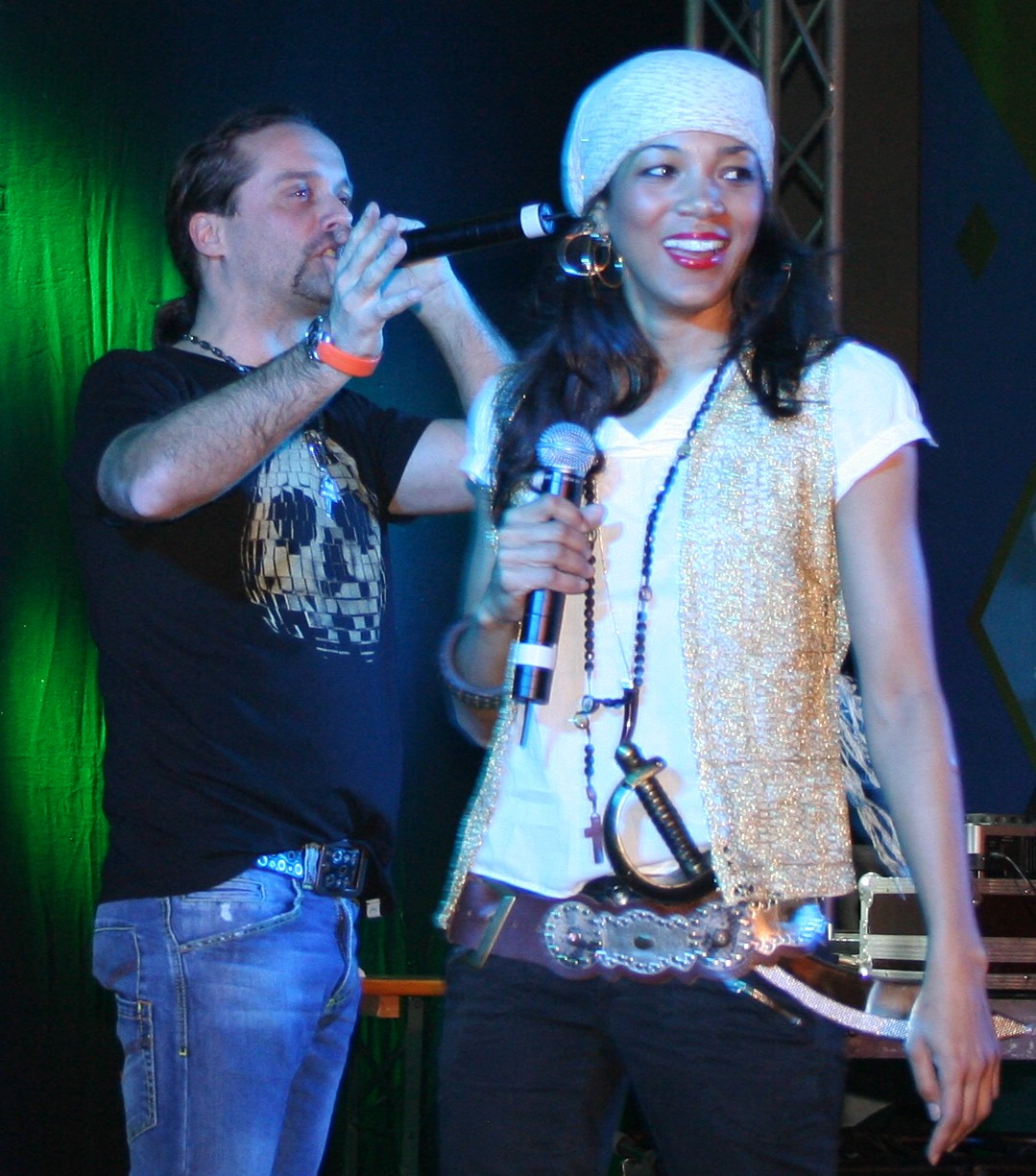
Alex Christensen und Yasmin K. (2008)

Alex Christensen wuchs in Hamburg-Wilhelmsburg auf, besuchte dort die Schule Buddestraße und absolvierte zunächst eine Ausbildung zum Speditionskaufmann. Im Jahr 1987 veröffentlichte er seine erste Produktion Drums in your House. 1990 schrieb der damalige DJ den Titel Ritmo de la Noche mit dem Projekt Chocolate, für den Verona Feldbusch den Text einsang. Er erhielt für das Stück seine erste Goldene Schallplatte. Es folgte Anfang 1991 noch ein kleinerer Hit Everybody Salsa. Mit dem Musikprojekt U 96 und der Single Das Boot schaffte er es 1991 in Deutschland auf Platz 1 der Verkaufscharts. Es folgten mehrere weitere Singles mit U 96.
Im Jahr 1994 produzierte er zusammen mit Frank Peterson das Album Life in the Streets für Prince Ital Joe feat. Marky Mark. Die erste Top-Ten-Single war Happy People, gefolgt vom Nummer-eins-Hit United. Für Marky Mark produzierte Christensen 1995 den Song No Mercy. Von 1997 bis 1999 wurde das Projekt R’n’G produziert. Im Jahr 2005 kam Letzteres noch einmal zurück mit der Single Radio Heartbeat sowie 2006 mit der Doppelsingle I’m in Love/Ochie Walla aus dem Album Generations. 1998 erschienen unter dem Pseudonym DJ Xela Es geht voran ’98 sowie das Projekt „Löwenherz“ mit den Songs Bis in die Ewigkeit und La Luna. Im Jahr 1999 erschien unter anderem unter den Projekten E-Cyas Are u Real? sowie mit Rockstar Du hast (eine Coverversion im Technostil eines Rammstein-Songs aus dem Jahr 1997). 1999 veröffentlichte Christensen unter dem Projektnamen Rollergirl den Titel Dear Jessie, eine Coverversion von Madonnas Song aus dem Jahre 1989. 2000 war er für das Lied Wieder Da von Marianne Rosenberg aus deren 17. Studioalbum Himmlisch als Musikproduzent beteiligt. 2001 produzierte er You’re My Mate, den Comeback-Song der britischen Band Right Said Fred, der sich in den deutschen und österreichischen Singlecharts in den Top-Ten-Hits platzieren konnte.
Bekannt im deutschsprachigen Raum wurde Christensen durch seine Mitwirkung in der Casting-Serie Popstars 2001, bei der er für den Nummer-1-Hit I Believe der Band Bro’Sis als Autor und Produzent verantwortlich war. Seit 2002 veröffentlicht er auch Stücke unter dem Namen Alex C. So kam im Jahr 2002 mit Yasmin K. (heute Yass) die Debüt-Single Rhythm of the Night (Eine Coverversion von Corona aus dem Jahr 1995) heraus, im selben Jahr Amigos Forever und ein Jahr später Angel of Darkness, das der Song für das Computerspiel von Tomb Raider war. Es folgte das Projekt Fource unter anderem mit dem Songs Wouldn't it be Nice (eine Coverversion eines Beach-Boys-Titels). Für B3 kam außerdem die Single You're my Angel auf den Markt. In den Jahren 2003 und 2004 produzierte er für Natasha Thomas drei Singles. Als Produzent und Komponist arbeitete Christensen außerdem für Right Said Fred, Tom Jones, *NSYNC, Oli.P, Marianne Rosenberg, Sarah Brightman, ATC, Rollergirl (Nicole Safft), Prince Ital Joe feat. Marky Mark (Mark Wahlberg) und andere. Er produzierte Paul Ankas Album Rock Swings und das im Mai 2006 erschienene Album Bolton Swings Sinatra von Michael Bolton.
2007 erreichte er nach dem Ausstieg bei U 96 mit der von Yass gesungenen Produktion Du hast den schönsten Arsch der Welt, diesmal wieder als Alex C. feat. Y-ass, Platz 1 der deutschen Charts. Im Januar 2008 erschienen erneut in Zusammenarbeit mit Yass drei weitere Singles aus dem Album Euphorie. Am 17. Mai 2008 stellte Fady Maalouf das von Christensen produzierte Lied Blessed im Rahmen der Sendereihe Deutschland sucht den Superstar vor. Christensen produzierte ebenfalls Maaloufs Debütalbum Blessed.

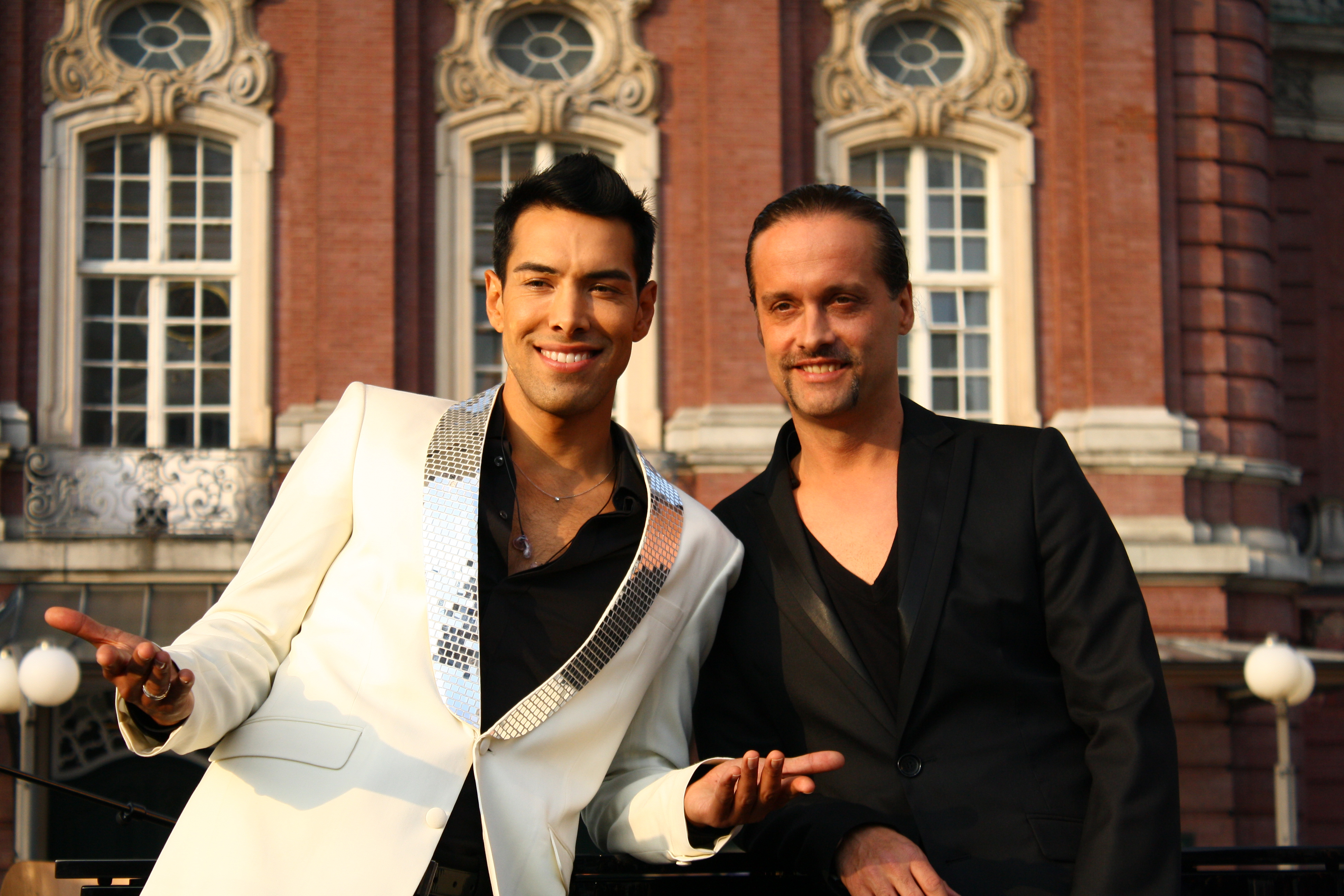
Alex Swings Oscar Sings!

Am 16. Mai 2009 vertrat er gemeinsam mit dem Sänger Oscar Loya als Musikduo Alex Swings Oscar Sings! Deutschland beim Eurovision Song Contest in Moskau, erreichte dort jedoch nur Platz 20 unter den 25 Teilnehmern der Finalrunde. In der achten Staffel von Popstars war Alex Christensen nach 2001 erneut Mitglied in der Jury. Im Dezember 2009 brachte er dann die Single Dancing is Like Heaven als Alex C. feat. Y-ass raus. Seit 2010 arbeitet er auch unter dem Namen Jasper Forks. Seinen bislang größten Erfolg erzielte er 2010 mit einer Interpretation des Titels River Flows in You von Yiruma; die Single erreichte Platz 45.
Im Jahr 2012 übernahm Christensen in dem Kinofilm Fraktus – Das letzte Kapitel der Musikgeschichte eine Nebenrolle. Ebenfalls 2012 erschien die Single Alex C. feat. Francisco Love in the Morning (My Sex.O.S.), im selben Jahr L’amour toujours, eine Coverversion des gleichnamigen Songs von Gigi D’Agostino aus dem Jahr 2001, als Single; die Aufnahme – wieder als Alex C. – gemeinsam diesmal mit Yass & Ski. Im November 2015 kam das von ihm produzierte Album für Helene Fischer Weihnachten heraus. Es wurde zusammen mit dem Royal Philharmonic Orchestra in den Londoner Abbey Road Studios aufgenommen. Im Oktober 2017 wurde mit dem Berlin Orchestra das Album Classical 90s Dance veröffentlicht, in den Jahren 2018 und 2019 jeweils ein zweiter bzw. dritter Teil. Am 3. September 2021 erschien das Album Classical 80s Dance.

## Privates
Alex Christensen wohnt in Hamburg und auf Mallorca und ist mit der ehemaligen Sängerin Nicole Safft verheiratet. Sie haben einen gemeinsamen Sohn Tiger Christensen (* 2003), der als Golf-Nachwuchsspieler tätig ist.

## Diskografie
Studioalben

| Jahr | Titel Musiklabel                                              | Höchstplatzierung, Gesamtwochen, AuszeichnungChartplatzierungen (Jahr, Titel, Musiklabel, Platzierungen, Wochen, Auszeichnungen, Anmerkungen) | Höchstplatzierung, Gesamtwochen, AuszeichnungChartplatzierungen (Jahr, Titel, Musiklabel, Platzierungen, Wochen, Auszeichnungen, Anmerkungen) | Höchstplatzierung, Gesamtwochen, AuszeichnungChartplatzierungen (Jahr, Titel, Musiklabel, Platzierungen, Wochen, Auszeichnungen, Anmerkungen) | Höchstplatzierung, Gesamtwochen, AuszeichnungChartplatzierungen (Jahr, Titel, Musiklabel, Platzierungen, Wochen, Auszeichnungen, Anmerkungen) | Höchstplatzierung, Gesamtwochen, AuszeichnungChartplatzierungen (Jahr, Titel, Musiklabel, Platzierungen, Wochen, Auszeichnungen, Anmerkungen) | Anmerkungen                                                                          |
| Jahr | Titel Musiklabel                                              | DE | AT | CH | UK | US | Anmerkungen                                                                          |
| ---- | ------------------------------------------------------------- | --- | --- | --- | --- | --- | ------------------------------------------------------------------------------------ |
| 2017 | Classical 90s Dance Starwatch Entertainment (WMG)             | DE10 Gold · (43 Wo.)DE | AT30 (2 Wo.)AT | CH58 (1 Wo.)CH | — | — | Erstveröffentlichung: 6. Oktober 2017 Verkäufe: + 100.000; mit The Berlin Orchestra  |
| 2018 | Classical 90s Dance 2 Starwatch Entertainment (WMG)           | DE4 Gold · (30 Wo.)DE | AT39 (1 Wo.)AT | CH58 (3 Wo.)CH | — | — | Erstveröffentlichung: 19. Oktober 2018 Verkäufe: + 100.000; mit The Berlin Orchestra |
| 2019 | Classical 90s Dance 3 Starwatch Entertainment (WMG)           | DE15 (23 Wo.)DE | AT59 (1 Wo.)AT | — | — | — | Erstveröffentlichung: 1. November 2019 mit The Berlin Orchestra                      |
| 2021 | Classical 80s Dance Starwatch Entertainment (WMG)             | DE6 (10 Wo.)DE | AT35 (1 Wo.)AT | CH43 (1 Wo.)CH | — | — | Erstveröffentlichung: 3. September 2021 mit The Berlin Orchestra                     |
| 2023 | Classical 90s Dance – The Icons Starwatch Entertainment (WMG) | DE6 (2 Wo.)DE | — | — | — | — | Erstveröffentlichung: 6. Oktober 2023 mit The Berlin Orchestra                       |

## Auszeichnungen
Deutscher Musikautorenpreis
- 2010: in der Kategorie „Komposition Dance“

Echo Pop
- 2001: in der Kategorie „Produzent national“
- 2016: in der Kategorie „Produzent national“